# Vector (matemáticas y física)

Dos vectores y y su vector suma +

En matemáticas, un vector es un objeto que generaliza varias nociones provenientes de la geometría (como pares de puntos o traslaciones), del álgebra (como la solución de un sistema de ecuaciones con varias incógnitas), o de la física (donde se usa para representar entre otras magnitudes velocidades, aceleraciones o fuerzas).
Rigurosamente axiomatizada, la noción de vector es la base de la rama de las matemáticas llamada álgebra lineal. En este sentido, un vector es un elemento de un espacio vectorial, es decir, que se pueden realizar las operaciones de adición y de multiplicación escalar (por un número), y que estas operaciones tienen las propiedades exigibles en un espacio vectorial. Por ejemplo un par o una tupla de números reales se puede ver como un vector (la suma y el producto por un número real se hacen componente a componente).
En geometría euclídea, dados dos puntos A y B, el vector {\displaystyle {\overrightarrow {AB}}} representa una traslación que asocia el punto B con el punto A. Por lo tanto, pares de puntos diferentes pueden corresponder al mismo vector. La suma (véase la relación de Chasles) y la multiplicación se definen geométricamente.
Los vectores se representan frecuentemente como simples tuplas o, gráficamente, en el caso particular de espacios de 1, 2 o 3 dimensiones, mediante flechas: esta representación proviene de la combinación de las nociones de pares de puntos de la geometría euclídea (que permiten definir distancias, pero también direcciones y orientaciones), y las posibilidades de cálculo que ofrece el álgebra. Esto permite dar significado a vectores definidos en dos dimensiones (el plano) y en tres dimensiones (el espacio euclídeo habitual), pero más generalmente en espacios de cualquier dimensión.
En física, los vectores se utilizan ampliamente y permiten modelar magnitudes como fuerzas, velocidades, aceleraciones, cantidades de movimiento o ciertos campos (como el campo eléctrico, el campo magnético o el campo gravitatorio). Una magnitud vectorial se contrapone a una magnitud escalar: la magnitud escalar solo tiene un valor pero no tiene dirección ni sentido.
Estas nociones de campos, y los operadores que permiten calcularlos, llevaron a la definición, en álgebra multilineal, de la noción de campo vectorial, es decir, una función de ℝn en ℝn. Entonces, por ejemplo, resolver una ecuación diferencial significa determinar las curvas a las que los vectores de campo son tangentes.
Aún más en general, los vectores son casos especiales de tensores (se identifican con tensores de orden 1). Los tensores de orden 2 están representados por matrices, y las matrices de un aplicación lineal que transforman los vectores en funciones lineales constituyen una forma particular de vectores, también llamados bivectores.

## Enfoque geométrico
La geometría euclídea es la geometría del plano o del espacio, basada en los axiomas de Euclides. Las nociones de punto, recta y longitud se introducen mediante axiomas. El vector es entonces un objeto geométrico construido a partir de los conceptos anteriores.
Una visualización intuitiva de un vector corresponde a un desplazamiento de un punto, o para usar el término matemático preciso, una traslación. Así, un vector tiene una longitud (la distancia entre el punto inicial y el final), una dirección (si el desplazamiento no es cero, es la recta que contiene el punto inicial y el final) y un sentido (desde el origen hacia el final).

### Definición

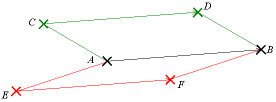
Los pares de puntos (A, B), (C, D), (E, F) son equipolentes. Constituyen tres representantes de un mismo vector. De hecho, los cuadrupletes de puntos ABFE y ABDC definen dos paralelogramos

Un vector está representado por un segmento orientado (una flecha), que tiene como extremos un punto inicial y un punto final. No importa la ubicación en el plano o en el espacio, dos desplazamientos de dos puntos de origen distintos pueden corresponder a un mismo vector, solo cuentan su longitud, su dirección y su sentido. Por lo tanto, es posible deslizarlo libremente en el plano, paralelo a sí mismo. Si A y B son dos puntos distintos, el vector {\displaystyle {\overrightarrow {AB}}} tiene tres elementos característicos:
- Su dirección (recta (AB))
- Su sentido (hay dos sentidos posibles para recorrer el segmento (AB): de A hacia B o de B hacia A)
- Su norma (o su longitud, la longitud del segmento [AB])

Sin embargo, debe tenerse cuidado de no confundir dirección y sentido. En efecto, en el lenguaje común, cuando se circula por una carretera entre París y Versalles y se dice que se va en dirección a Versalles, el vehículo se irá acercando a esta última ciudad. Pero en el lenguaje matemático la dirección es una propiedad de la carretera (dirección París-Versalles) sin saber si se va de Versalles a París o de París a Versalles. Para saber hacia qué ciudad se está viajando también es necesario especificar el sentido del recorrido: París-Versalles, por ejemplo, para indicar que se va desde París hacia Versalles.
Una definición formal utiliza primero la noción de "bipunto". Se define como una pareja de puntos. El orden es importante: el primer punto se llama origen. Dos bipuntos (A, B) y (C, D) se denominan equipolentes cuando los segmentos [AD] y [BC] son paralelos y de igual magnitud y sentido. La relación de equipolencia constituye una relación de equivalencia entre bipuntos. Una clase de equivalencia contiene todos los bipuntos cuyo segundo miembro es la imagen del primer punto una vez aplicado el mismo desplazamiento.
La clase de equivalencia de un bipunto (A, B) se llama vector y se denota como {\displaystyle {\overrightarrow {AB}}}. El bipunto (A, B) es un representante de una clase. Por el contrario, cualquier vector admite varios bipuntos representativos, ninguno de los cuales es privilegiado. Si se elige un origen determinado, hay un único bipunto que representa a un vector dado.
Si bien los vectores se pueden mover en el plano o en el espacio, los puntos no. Estos permanecen fijos. La ventaja de tener un representante de un vector es obtener, entre los bipuntos equipolentes, solo uno cuyo origen o punto final quede fijado de una vez por todas.
Así, dos bipuntos (A, B) y (C, D) son equipolentes si y solo si representan el mismo vector, y entonces se puede escribir la igualdad
{\displaystyle {\overrightarrow {AB}}={\overrightarrow {CD}}.}
Todos los bipuntos formados por la repetición de un mismo punto: (A, A), son equipolentos entre sí, y son los representantes de un vector denominado nulo. Se observa que
{\displaystyle {\overrightarrow {AA}}={\overrightarrow {0}}}.
Este vector único tiene la propiedad particular de tener el mismo origen y fin. Entonces, será el único que se representará como un punto. Un vector representa un desplazamiento. Pero en un vector nulo, siendo el final y el origen iguales, no hay desplazamiento. Por lo tanto, esto significa que la ausencia de movimiento se considera una clase especial de movimiento.
Las teorías que presentan los vectores como una clase de equivalencia de bipuntos generalmente los denotan con una letra coronada por una flecha.

### Longitud y ángulo
La longitud de un bipunto (A, B) se define como la longitud del segmento subyacente. Dos bipuntos equipolentes tienen la misma longitud. Por lo tanto, todas las representaciones de un vector {\displaystyle {\vec {u}}} tienen la misma longitud, lo que se denomina norma (o módulo) del vector {\displaystyle {\vec {u}}}, y generalmente se denota como {\displaystyle ||{\vec {u}}||} (a veces también se usa simplemente el o las letras que designan el vector sin la flecha, por ejemplo u o AB). Un vector unitario es un vector de norma 1. El vector cero es de norma cero, es decir, {\displaystyle ||{\vec {0}}||=0}.
El ángulo que forman dos vectores {\displaystyle {\vec {u}}} y {\displaystyle {\vec {v}}} se denota como {\displaystyle ({\widehat {{\vec {u}},{\vec {v}}}})}. Se define como el ángulo formado por dos representantes con el mismo origen. Entonces, si (A, B) es un representante de {\displaystyle {\vec {u}}} y (A, C) un representante de {\displaystyle {\vec {v}}}, entonces
{\displaystyle ({\widehat {{\vec {u}},{\vec {v}}}})={\widehat {BAC}}}
En el plano orientado, es posible definir la noción de ángulo orientado de dos vectores. Este no es el caso en el espacio.

### Operaciones
Las construcciones geométricas permiten la definición de adición y de multiplicación escalar. El nombre dado a las operaciones es consecuencia de la similitud de sus propiedades con las de las operaciones con números (conmutatividad, asociatividad y distributividad, presencia de elemento neutro y de elemento absorbente). Por esta razón, no solo los nombres de las operaciones sino también las notaciones son similares.
Si {\displaystyle {\vec {u}}} y {\displaystyle {\vec {v}}} son dos vectores, sea (A, B) un par de puntos que representan {\displaystyle {\vec {u}}} y C el punto tal que el par (B, C) representa el vector {\displaystyle {\vec {v}}}. Entonces, un representante del vector {\displaystyle {\vec {u}}+{\vec {v}}} es el par (A, C). Si {\displaystyle {\vec {v}}} es el vector cero, entonces los puntos B y C son coincidentes, la suma es entonces igual a {\displaystyle {\vec {u}}} y el vector cero es efectivamente el elemento neutro para la suma de los vectores. Sea α un número, si {\displaystyle {\vec {u}}} es el vector cero, entonces {\displaystyle \alpha {\vec {u}}} también es el vector cero; de lo contrario, existe una recta única que contiene a A y a B, y un punto único C tal que la distancia entre A y C es igual a {\displaystyle |\alpha |\;\cdot ||{\vec {u}}||} y el sentido de (A, B) si α es positivo, es el mismo que el sentido de {\displaystyle {\vec {u}}}, y lo contrario en caso contrario.
Una vez equipadas con una estructura de espacio vectorial, las demostraciones de la geometría euclídea suelen simplificarse. Un ejemplo lo da el teorema de Tales.

### Formalización

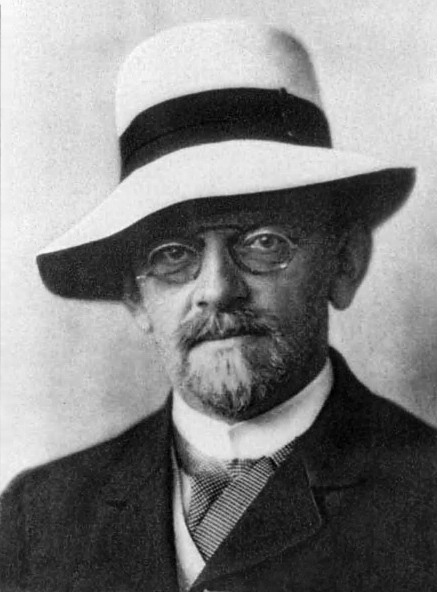
David Hilbert propuso una definición axiomática rigurosa de la geometría euclídea

Los Elementos de Euclides no contienen vectores en sentido estricto, pero las nociones de punto o paralelogramo, del enfoque expuesto anteriormente, están muy presentes. Pero la axiomatización de los Elementos no es enteramente satisfactoria, aunque ha sido durante mucho tiempo un modelo en la materia: ciertos axiomas permanecen implícitos. David Hilbert demostró cómo axiomatizar geométricamente de forma rigurosa el plano o el espacio afín (véanse artículos sobre el plano afín de Desargues y sobre los axiomas de Hilbert). Entonces, usando el paralelismo es posible definir traslaciones y homotecias, y usando estas transformaciones, se pueden definir a su vez vectores y escalares. Este enfoque es muy general: permite tratar casos útiles, donde los escalares no son necesariamente números reales, sino por ejemplo números complejos o los elementos de un cuerpo finito. También se generaliza a cualquier dimensión, al menos finita.
Sin embargo, el desarrollo de las matemáticas ha ampliado considerablemente las áreas de uso de los vectores y se utiliza mucho un enfoque más algebraico. Se basa en dos conjuntos: uno que contiene escalares y el otro vectores. El segundo se llama espacio vectorial. Estos dos conjuntos cuentan con operaciones y se verifican axiomas para cada una de las operaciones. Una construcción diferente para formalizar el mismo concepto de vector es la que se trata en el artículo dedicado a los espacios vectoriales, que se esboza a continuación.

## Enfoque algebraico

### Coordenadas y vectores columna
En un plano, dos vectores distintos de cero {\displaystyle {\vec {a}}} y {\displaystyle {\vec {b}}} en diferentes direcciones tienen una propiedad importante. Cualquier vector {\displaystyle {\vec {u}}} es la suma de un múltiplo de {\displaystyle {\vec {a}}} y un múltiplo de {\displaystyle {\vec {b}}}. Esto significa que hay un par único de números, (u1, u2), tal que
{\displaystyle {\vec {u}}=u_{1}{\vec {a}}+u_{2}{\vec {b}}}.
{\displaystyle {\vec {u}}} se denomina entonces como una combinación lineal de {\displaystyle {\vec {a}}} y {\displaystyle {\vec {b}}}. Como cualquier vector del plano, se expresa de forma única como una combinación lineal de {\displaystyle {\vec {a}}} y {\displaystyle {\vec {b}}}. La familia {\displaystyle ({\vec {a}},{\vec {b}})} se llama base del plano y u1, u2 se llaman componentes del vector {\displaystyle {\vec {u}}} en esta base. Esta definición corresponde a la de un plano afín equipado con un sistema de referencia. Esta propiedad sigue siendo cierta en el espacio. Sin embargo, dos vectores ya no son suficientes, cualquier base contiene exactamente tres vectores distintos de cero y cuyas direcciones no son coplanarias (es decir, no hay ningún plano que contenga las tres direcciones). Si en el espacio, los tres componentes de un vector {\displaystyle {\vec {u}}} son u1, u2 y u3, se acostumbra a usar la notación:
{\displaystyle {\vec {u}}{\begin{pmatrix}u_{1}\\u_{2}\\u_{3}\end{pmatrix}}}
para indicar las componentes del vector. La lista se llama vector columna y corresponde a un caso especial de matriz. Las operaciones algebraicas sobre vectores son simples con tal representación. Sumar dos vectores equivale a sumar cada una de las componentes y multiplicar por un escalar equivale a multiplicar cada componente por el escalar.
En un plano vectorial, una vez elegida una base, un vector se identifica así con un par de escalares, y en el espacio con un triplete. Si los números elegidos son números reales, entonces un plano (respectivamente un espacio) se identifica con ℝ2 (respectivamente con ℝ3). Aquí, ℝ denota el conjunto de los números reales.
Téngase en cuenta que esto generalmente es solo un isomorfismo del espacio vectorial y no una igualdad. La identificación también está vinculada a la base elegida: al cambiar la base del plano o del espacio, las componentes, para un mismo vector, cambian y la correspondencia es entonces diferente.

### Esquema de una construcción algebraica
La lógica anterior, aplicada para una dimensión igual a dos o a tres, es generalizable. Por lo tanto, es posible considerar la estructura ℝn o más generalmente Kn, siendo K un conjunto de escalares que tienen propiedades adecuadas (de forma más precisa, K tiene que ser un cuerpo). Tal estructura tiene una adición y una multiplicación definidas como en el párrafo anterior.
Es posible generalizar aún más la definición de vector. Si un conjunto E tiene una suma y multiplicación escalar en un cuerpo conmutativo y si sus operaciones verifican ciertas propiedades, llamadas axiomas (descritas en el artículo de referencia), entonces E se llama espacio vectorial y un elemento de E es un vector.
Muchos ejemplos de conjuntos matemáticamente interesantes tienen tal estructura. Este es el caso, por ejemplo, de los espacios de polinomios, de las funciones que verifican determinadas propiedades de regularidad o de las matrices entre otros. Todos estos conjuntos pueden entonces estudiarse con las herramientas del cálculo vectorial y del álgebra lineal.
La noción de dimensión proporciona el primer resultado de clasificación de espacios vectoriales. En un espacio vectorial de dimensión finita n, es posible, eligiendo una base, calcular sobre vectores columna de tamaño n. También hay espacios vectoriales de dimensión infinita. El conjunto de funciones de ℝ a ℝ es, por lo tanto, un espacio vectorial en el cuerpo de los números reales, de dimensión infinita. Consideradas desde este punto de vista, dichas funciones son vectores.

### Construcción algebraica y geometría
Si las dos construcciones, algebraica y geométrica, son equivalentes para las estructuras vectoriales del plano y del espacio habitual, la geometría también proporciona las nociones de distancia y de ángulo.
La noción de producto escalar permite llenar este vacío. Un producto escalar asocia dos vectores a un número real. Si los dos vectores son idénticos, el número real es positivo. Existe un producto escalar tal que la norma del vector es igual a la raíz cuadrada del producto escalar del vector consigo mismo. La geometría euclídea aparece entonces como el estudio de un espacio afín que comprende un espacio vectorial de dimensión dos o tres sobre el cuerpo de los números reales, provisto de un producto escalar: el plano afín euclídeo o el espacio afín euclídeo.
Una vez equipado con un producto escalar, es posible definir transformaciones de geometría euclídea clásica como la simetría, la rotación o la proyección ortogonal en el espacio vectorial. Las transformaciones asociadas con espacios vectoriales siempre dejan invariante el vector cero. Las rotaciones permiten definir la noción de ángulo para vectores. El ángulo {\displaystyle \scriptstyle ({\widehat {{\vec {u}},{\vec {v}}}})} es igual a {\displaystyle \scriptstyle ({\widehat {{\vec {u'}},{\vec {v'}}}})} si y solo si existe una rotación que hace corresponder {\displaystyle \scriptstyle {\vec {u}}} con {\displaystyle \scriptstyle {\vec {u'}}} y {\displaystyle \scriptstyle {\vec {v}}} con {\displaystyle \scriptstyle {\vec {v'}}}. Esta definición, que se aplica a una formalización algebraica de la noción de espacio vectorial, es equivalente a la de la construcción geométrica. Este enfoque a veces simplifica enormemente las demostraciones, como por ejemplo en el caso del teorema de Pitágoras.
El enfoque algebraico permite definir todas las nociones de la geometría euclídea, y generaliza esta geometría a cualquier dimensión si los números son reales. En el caso de los números complejos, existe una construcción análoga, denominada espacio hermítico.

## Enfoque tensorial
El producto escalar en un sistema no ortonormal revelará dos tipos de proyección (paralela a los ejes, o bien perpendicular a los ejes) y por lo tanto, dos tipos de coordenadas:

### Componentes covariantes de un vector
Realizando el producto escalar de un vector {\displaystyle x=x^{i}e_{i}} por un vector de la base {\displaystyle e_{j}} (con las reglas del convenio de suma de Einstein), se obtiene la componente covariante de este vector
{\displaystyle x.e_{j}=(x^{i}e_{i}).e_{j}=x^{i}(e_{i}.e_{j})=x^{i}.g_{ij}=x_{j}}
con {\displaystyle g_{ij}=e_{i}.e_{j}}, la métrica tensorial es igual al producto escalar de los vectores de la base (que coincide con {\displaystyle \delta _{ij}} cuando la base es ortonormal).

### Componentes contravariantes de un vector
Las componentes contravariantes son las componentes del vector tales que {\displaystyle x=x^{i}e_{i}}
Obsérvese que las componentes contravariantes se denotan mediante un superíndice, y las componentes covariantes se denotan mediante un subíndice.
Multiplicando las componentes contravariantes por el tensor métrico, se obtienen las componentes covariantes
{\displaystyle x^{i}g_{ij}=x_{j}}
En un sistema ortonormal, las componentes covariantes y contravariantes son idénticas
Geométricamente para cualquier sistema, proyectando un vector {\displaystyle {\overline {OM}}} paralelo a los ejes, se obtienen dos puntos M' y M" cuyas coordenadas relativas a los vectores base definen las coordenadas contravariantes del vector {\displaystyle {\overline {OM}}=x^{1}e_{1}+x^{2}e_{2}}.
Proyectando perpendicularmente el mismo vector {\displaystyle {\overline {OM}}}, se obtienen dos puntos m' y m" cuyas coordenadas respecto a los vectores de la base definen las coordenadas covariantes del vector.

## Usos de los vectores
Los ejemplos citados en este artículo son relativamente simples y educativos. Otros casos más generales se presentan en los artículos teorema de descomposición espectral y álgebra lineal.

### Matemáticas

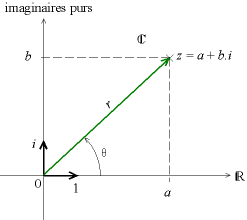
Representación gráfica de un punto en el plano complejo. Las coordenadas cartesianas corresponden a las de un punto en el sistema de coordenadas original 0 y de la base de números 1 e i

Gran parte de las matemáticas utiliza vectores, tanto en álgebra, como en geometría o en análisis.
Un ejemplo arquetípico en álgebra es resolver un sistema de ecuaciones lineales. Un ejemplo de tres ecuaciones con tres incógnitas corresponde a la búsqueda de vectores tridimensionales, antecedente de una aplicación lineal de un vector dado. El plano euclídeo ℝ2 también puede ser identificado con el plano complejo ℂ. La base canínica se compone de dos vectores unitarios: la unidad real y la unidad imaginaria.
Los vectores proporcionan una herramienta eficaz para resolver muchos problemas de geometría. Se utilizan para determinar propiedades de paralelismo o de ortogonalidad de rectas, planos o segmentos. Mediante el uso de coordenadas baricéntricas, los vectores forman una herramienta adaptada para caracterizar el centro de una figura geométrica y permitir una demostración sencilla del teorema de Leibniz y del teorema de Ceva, así como de numerosos resultados sobre la geometría de triángulos. El producto escalar, que se expresa de forma especialmente sencilla en una base ortonormal, ofrece muchas posibilidades. Permite, por ejemplo, medir la distancia de un punto a una recta o a un plano. Una base de este tipo permite expresar con sencillez transformaciones geométricas como las proyecciones ortogonales sobre un plano o una recta.
El análisis también queda dentro de las aplicaciones de los vectores. El espacio vectorial ℝ2, coincidente con el plano euclídeo, es el marco natural para representar las gráficas de las funciones. Los vectores permiten, por ejemplo, determinar la recta perpendicular a una curva para localizar los focos de una sección cónica. La representación gráfica ofrece una solución para determinar una aproximación de una raíz de una ecuación en el caso de que no se conozca una resolución mediante un método algebraico.

### Física

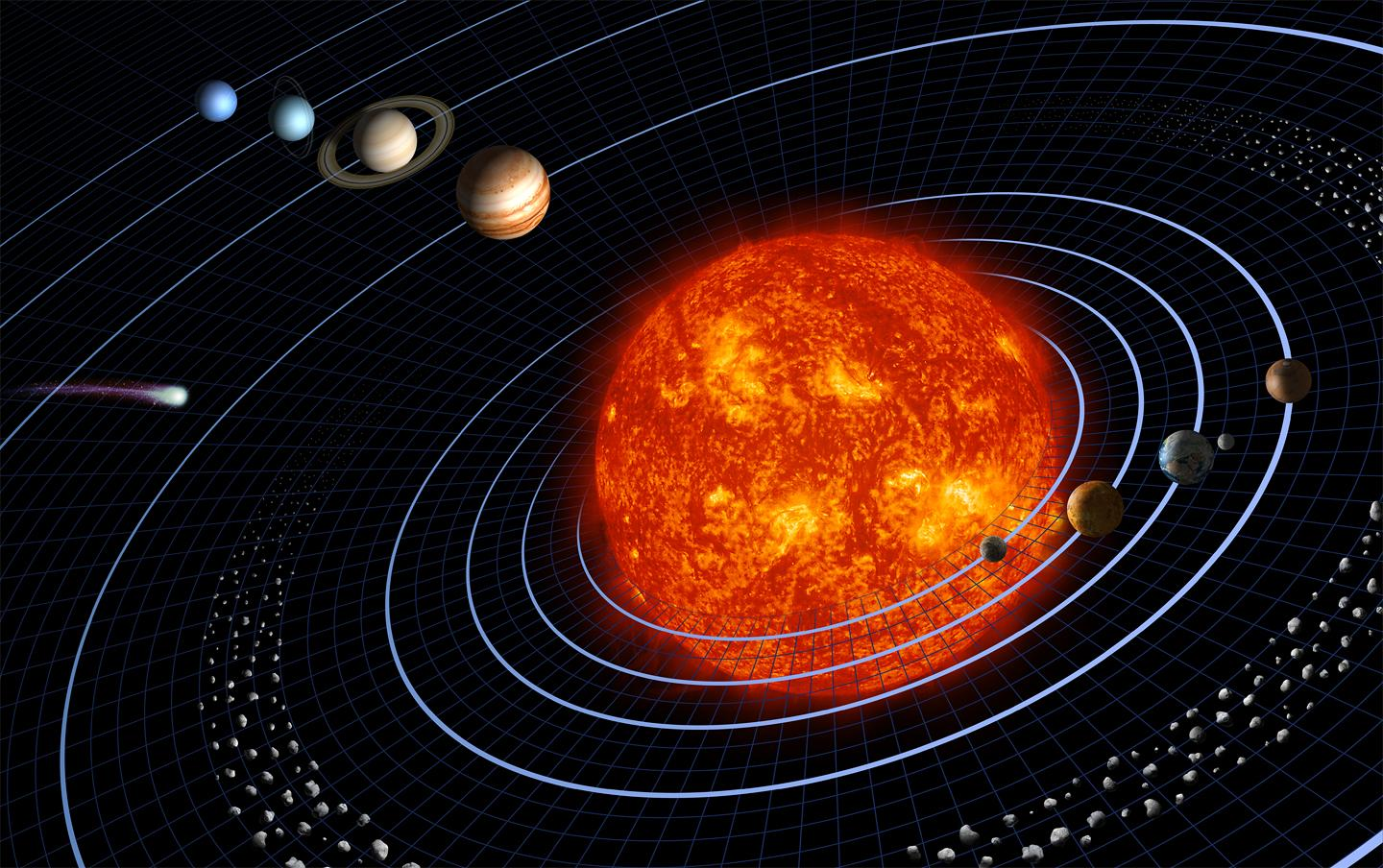
La trayectoria de los planetas está modelada en un lenguaje vectorial. El trabajo de Isaac Newton sobre este tema es el origen de la palabra vector

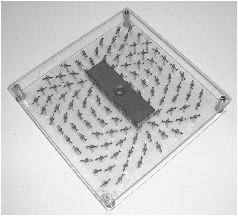
En presencia de un campo magnético, las pequeñas brújulas se orientan, indicando la dirección y el sentido de los vectores de campo

La física es el origen del término vector, y es un campo donde se sigue utilizando ampliamente este concepto. La razón histórica proviene del hecho de que en la física clásica el espacio ordinario se puede modelar correctamente como un espacio afín (con geometría euclídea) de dimensión tres, con el tiempo (absoluto) como parámetro de evolución. En física, una suma de vectores solo puede tener sentido si sus respectivas coordenadas expresan la misma dimensión.
La posición de un punto se describe mediante las componentes en un sistema de coordenadas, pero su velocidad y aceleración son vectores. Para el estudio del movimiento de un punto material, los vectores son imprescindibles. La posición de un punto está modelada por sus tres coordenadas (que son números reales), cada una de las cuales es función del tiempo. También puede describirse mediante el vector de posición que va desde el origen del sistema de referencia hasta el punto: las componentes del vector son entonces identificables con las coordenadas del punto. El vector velocidad es igual a la derivada de la posición con respecto al tiempo (es decir: las componentes del vector velocidad son las derivadas de las del vector posición), y es un único vector. Lo mismo ocurre con la aceleración, correspondiente a la derivada de segundo orden.
En un sistema de referencia inercial, la aceleración de un punto es proporcional a la fuerza que se le aplica. En consecuencia, una fuerza es equivalente a un vector. Por ejemplo, la trayectoria de un planeta se conoce por la fuerza a la que está sometido en cada momento. Esta fuerza es consecuencia de la gravedad, debida esencialmente al Sol, fenómeno que se describe mediante los valores del campo gravitatorio, que asocia un vector proporcional a la fuerza de gravitación en cada punto del espacio.
Este modelado es más difícil de acomodar a la teoría de la relatividad especial, debido al hecho de que los cambios del sistema de referencia no dependen linealmente de la velocidad, y no es aplicable a la relatividad general, que no utiliza el espacio euclídeo (excepto para determinadas aproximaciones). En física cuántica, las coordenadas solo pueden ser las de una partícula teniendo en cuenta la relación de indeterminación de Heisenberg, y las fuerzas se deben a intercambios de partículas.

## Historia
La noción de vector es el resultado de una larga historia, que comenzó hace más de dos mil años. Dos familias de ideas, inicialmente distintas, están en el origen de su formalización. Una de ellas es la vinculada a la geometría, que se ocupa de longitudes, ángulos y medidas de superficie y de volumen. La otra familia corresponde al álgebra, que se ocupa de los números, de su adición o de su multiplicación y, más en general, de conjuntos equipados con operaciones. Un antiguo problema de álgebra tiene su origen en el antiguo Egipto y se expresa de la siguiente manera:

Se deben repartir 100 hogazas de pan entre diez hombres, entre ellos un navegante, un capataz y un guardia, recibiendo los tres una doble porción. ¿Qué debemos darle a cada persona?

Estas dos familias de ideas se desarrollaron de forma independiente y finalmente convergieron hacia la noción de vector.

### Orígenes de los dos conceptos

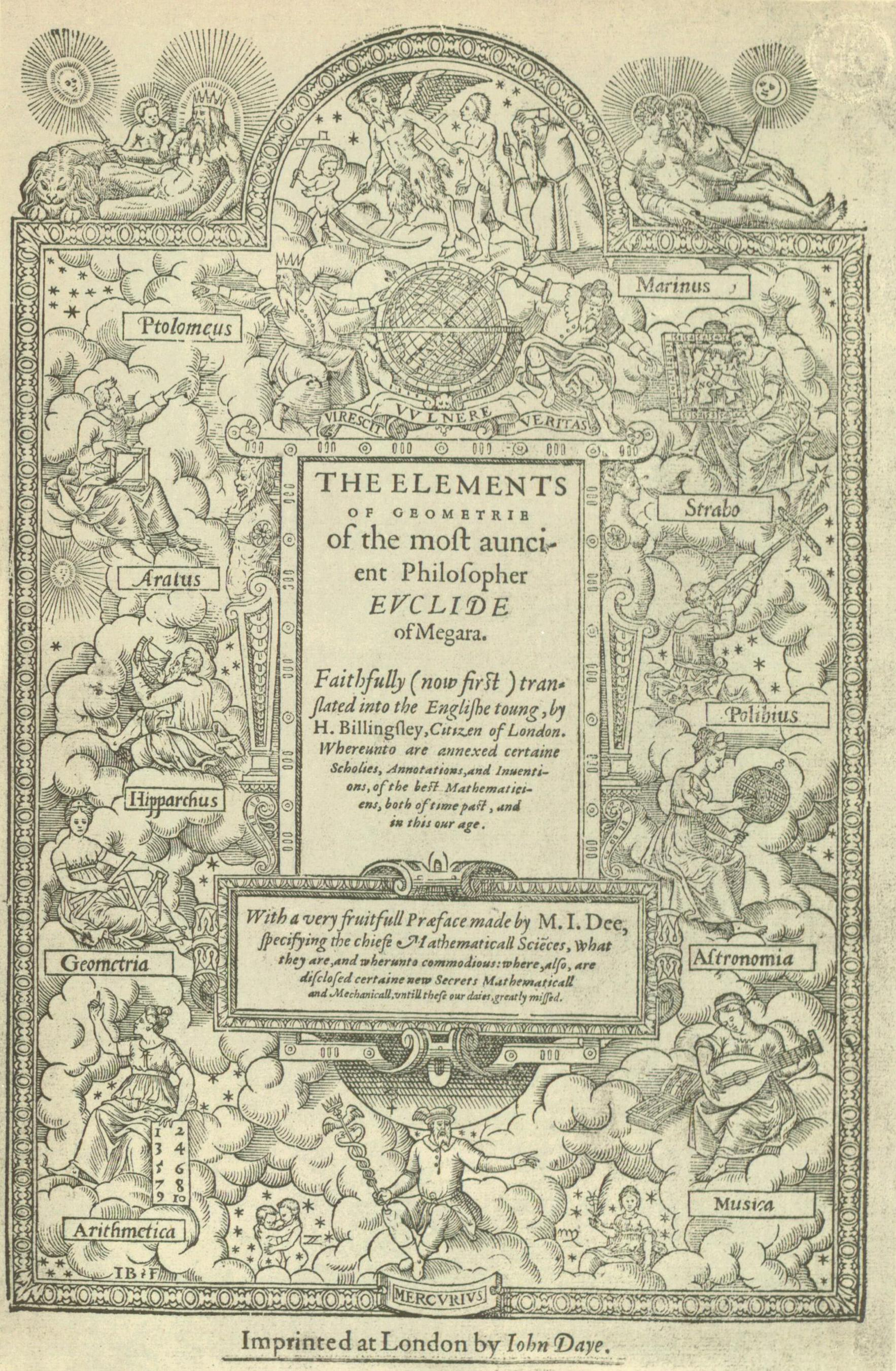
Los Elementos de Euclides formalizan una estructura geométrica utilizada inicialmente para describir los precedentes del espacio vectorial

La civilización griega desarrolló la geometría a un nivel inigualable en su momento. Una de las joyas es el tratado llamado los Elementos de Euclides, que data del siglo III a. C. Contiene la formalización, muy rigurosa para la época, de una geometría que todavía se sigue denominando euclídea. Allí se encuentran las definiciones de recta, un plano o del espacio físico de dimensión tres, que permite modelar volúmenes. Así mismo, se estudian las propiedades de distancias, ángulos, y de las medidas de superficie y de volumen. Se explican y demuestran los teoremas fundamentales, como el teorema de Tales o el teorema de Pitágoras.

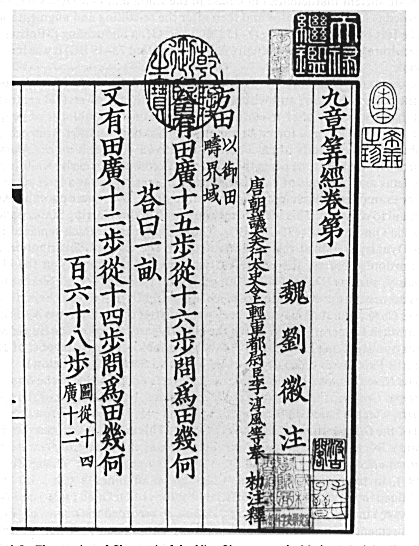
El Jiuzhang Suanshu representa en China un papel análogo al de los Elementos de Euclides en Occidente

En la antigua China también se desarrollaron ideas geométricas que avanzaban el concepto de vector. Un texto antiguo, probablemente del siglo I a. C., el Jiuzhang Suanshu dedica su parte octava a un concepto similar al de vector. Se llama Fang cheng o diseño rectangular y trata un problema ahora llamado sistema de ecuaciones lineales. Esta cultura no se detuvó ahí, y Qin Jiushao (1202-1261) generalizó este estudio a números distintos de los enteros o de los números racionales. De hecho, utilizó congruencias, inaugurando un enfoque que consiste en definir vectores en otros conjuntos numéricos. De este modo, pudo resolver problemas relacionados con el calendario y las alineaciones de los planetas con una precisión muy alta. El método utilizado no se conoció en Occidente hasta el siglo XIX, bajo el nombre de método del pivote de Gauss. Este resultado es lo suficientemente sorprendente como para que Ulrich Libbrecht señalara que:

No debemos subestimar el avance revolucionario de Qin, de hecho, desde el teorema chino del resto de Sun Zi, pasamos sin intermediarios a un algoritmo más avanzado que el del método de Gauss en sí mismo, y no hay el más mínimo indicio de evolución gradual.

El aspecto geométrico no escapa a los matemáticos chinos. El último capítulo, el Gou gu, incluye un equivalente de los teoremas de Tales y de Pitágoras.

### Convergencia de álgebra y geometría

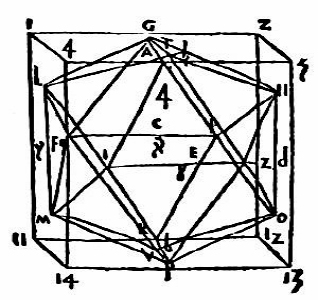
Ilustración extraída del tratado sobre la perspectiva De prospectiva pingendi de Piero della Francesca, un pintor del Renacimiento italiano

La existencia de un vínculo entre lo que hoy se denominan álgebra y geometría es antigua. Los babilonios ya conocían la propiedad algebraica de la diagonal de un cuadrado de lado uno, es decir, que su cuadrado es igual a dos. También supieron calcular este valor con notable precisión. Este vínculo entre las dos disciplinas también era conocido por los griegos y por los chinos.
Sin embargo, habría que esperar hasta la expansión del Islam para observar avances significativos. Sus matemáticos conocían los trabajos de los griegos, particularmente los de Euclides. Las notaciones utilizadas sugieren que también tuvieron acceso al trabajo de los primeros matemáticos chinos. El avance decisivo consistió en asociar coordenadas con el plano geométrico. Omar Jayam (1048-1131) buscó las soluciones de un problema puramente algebraico: encontrar las raíces de un polinomio de tercer grado. Un sistema de coordenadas le permitía visualizar estas raíces como las abscisas de las intersecciones de un parábola y de una hipérbola.
El sistema de coordenadas se adoptó más tardíamente en Europa. El deseo de dominar la perspectiva empujó a los pintores italianos a estudiar matemáticas. Filippo Brunelleschi (1377-1446) descubrió las leyes de la perspectiva, provenientes de una proyección central. Estos resultados fueron formalizados por Leon Battista Alberti (1404-1472). Entre los teóricos de la perspectiva figuraron varios artistas de gran talento. Así, Piero della Francesca (1412-1492), autor de un tratado sobre la cuestión, es a la vez pintor y matemático. Giorgio Vasari (1511-1574) comentó respecto a sus dotes de geómetra: "No fue inferior a nadie de su época y quizás de todos los tiempos".”

### Aportaciones de la física

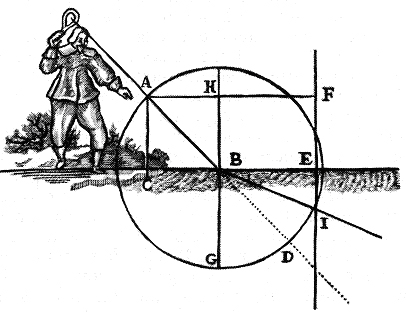
René Descartes utilizó la óptica para desarrollar el concepto de coordenadas cartesianas. La ilustración proviene de su tratado Les Dioptriques

La física fue el siguiente impulsor de la convergencia entre geometría y álgebra. En 1604, Galileo Galilei (1564-1642) estableció la ley de la caída de los cuerpos. Las ilustraciones de sus notas muestran el uso de sistemas de referencia de coordenadas. La óptica es la rama que presentó mayores avances. Pierre de Fermat (1601-1665), que conocía los escritos de Galileo, y de René Descartes (1596-1650) se escribieron cartas sobre la dioptría (la forma en que la luz se refleja en un espejo) y sobre la refracción (la desviación de un rayo luminoso cuando cambia de dirección, por ejemplo, al pasar del aire al agua). Llegaron a la conclusión de que el uso de coordenadas es un método sistemático que permite comprender todos los problemas de la geometría euclídea. Todos estos resultados están registrados en un tratado de Descartes, quien escribió en la introducción: Cómo se relaciona el cálculo aritmético con las operaciones geométricas. Para Descartes, aritmética significa aproximadamente lo que ahora se llama álgebra. Este enfoque es particularmente fructífero para el estudio de una rama emergente de las matemáticas: la geometría analítica. Un ejemplo lo da el estudio de la cicloide, la curva que describe la trayectoria de un punto en la superficie de una rueda que se mueve sin deslizamiento sobre un terreno horizontal.
Isaac Newton (1643-1727) desarrolló la geometría analítica y la utilizó en astronomía. Esta aplicación es el origen del uso del término vector. En 1704, un diccionario técnico en inglés contenía el texto siguiente:

Una recta trazada desde un planeta, que se mueve alrededor de un centro o foco de una elipse, hacia este centro o foco, es llamada vector por algunos autores de la Nueva Astronomía, porque esta línea parece llevar al planeta alrededor del centro.

Este término aparece en francés bajo la pluma de Pierre-Simon Laplace (1749-1827) en la expresión radio vector, nuevamente en un contexto astronómico. El término latino vector proviene del verbo vehere, que significa "transportar". Para los romanos, la palabra vector designaba tanto al pasajero como al conductor de un barco o de un carro. De esta misma raíz latina proceden las palabras vehículo y automóvil, pero también invectiva. Su origen es más antiguo, proviene del indoeuropeo *VAG, o *VAGH, que significa "carro".
Por lo tanto, el contexto geométrico y algebraico del vector ya estaba presente en el siglo XVII, pero todavía no se había propuesto ninguna formalización del término, que servía únicamente para hacer referencia a magnitudes escalares.

### Formalizaciones

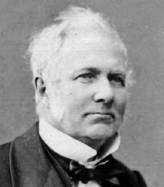
Giusto Bellavitis, el matemático italiano autor de la formalización del concepto de vector mediante las nociones de bipunto y de equipolencia

La primera formalización de vectores es el resultado del trabajo de varios matemáticos durante la primera mitad del siglo XIX. Bernard Bolzano publicó un libro elemental que contenía una construcción axiomática de la geometría análoga a la de Euclides, basada en puntos, rectas y planos, a las que añadió las operaciones algebraicas de suma y multiplicación. La geometría proyectiva, heredera de la obra sobre la perspectiva de los pintores del Renacimiento italiano, llevó a Jean-Victor Poncelet y Michel Chasles a perfeccionar las obras de Bolzano. Por su parte, August Möbius (1790-1868) intervino en el desarrollo del sistema de coordenadas baricéntricas Finalmente, la formalización que aún se imparte actualmente, basada en las nociones de bipunto y equipolencia, es el resultado del trabajo de Giusto Bellavitis.
También se exploró otro camino, puramente algebraico. William Rowan Hamilton (1805-1865) observó que los números complejos representan un plano euclídeo. Pasó diez años de su vida buscando un equivalente en tres dimensiones, y finalmente encontró el cuerpo de los cuaterniones (para la dimensión cuatro) en 1843. Propuso dos nuevas definiciones para las palabras vector y escalar. Así, un vector es un elemento de un subconjunto de cuaterniones, de dimensión tres. Escribió al respecto:

Un vector es por tanto [...] una especie de triplete natural (sugerido por la geometría): y en consecuencia veremos que los cuaterniones ofrecen una representación simbólica simple de cualquier vector en la forma trinomial (ix + jy + kz); lo que reduce el diseño y la expresión de dicho vector a la forma lo más cercana posible a la obtenida con coordenadas cartesianas y rectangulares.

En 1878, en su obra Elementos de dinámica, William Kingdon Clifford (1845-1879) retomó la noción de los cuaterniones, simplificándola. Introdujo en particular el producto escalar y el producto vectorial de dos vectores. Este enfoque permitió utilizar los vectores de una forma más computacional.
Este segundo camino, que por primera vez dio un significado análogo a las formalizaciones modernas de la noción de vector, se aclaró y enriqueció progresivamente, llegando a definirse un vector como un elemento de un espacio vectorial.

## Generalizaciones

### Matemáticas
Las aplicaciones lineales de un espacio vectorial sobre otro son funciones que respetan la suma y la multiplicación externa. Se puede sumar y multiplicar escalarmente y, por lo tanto, tienen propiedades que los convierten en vectores. Lo mismo ocurre con las matrices de orden dado, aunque no sean de tipo columna: estas matrices siempre forman un espacio vectorial.
Los dos ejemplos anteriores corresponden a casos donde la estructura se enriquece mediante la multiplicación interna. Se llama álgebra, sus elementos suelen denominarse vectores y, a veces, puntos. Ejemplos conocidos son el conjunto de los polinomios con coeficientes reales o incluso un álgebra de Lie.
En otros casos, la estructura no es válida. Por ejemplo, un módulo es una estructura análoga tal que los escalares distintos de cero ya no siempre son invertibles. Sin embargo, el término vector se sigue utilizando.

### Física

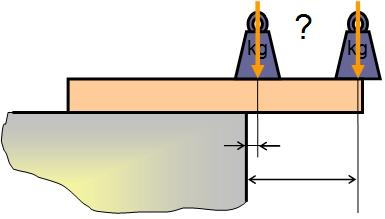
Dependiendo del punto de aplicación de las fuerzas, el sólido se inclina o no. El objeto matemático asociado es un vector deslizante

En física, los vectores están presentes en las leyes que establecen el movimiento de un punto material. En el caso de los sólidos, el enfoque vectorial sigue siendo válido, pero los cálculos se vuelven más complejos. Si los vectores siguen siendo omnipresentes, el punto de aplicación de la fuerza es importante. Dependiendo de su posición, el sólido gira, además del desplazamiento de su centro de gravedad. Para tener en cuenta este fenómeno, se proponen nuevas definiciones. Un vector vinculado o puntero' es un par compuesto por un vector y un punto llamado punto de aplicación. La rotación del sólido es consecuencia de una cantidad física llamada momento. No depende de la posición del vector en una recta determinada. Por esta razón, un vector deslizante es un par compuesto por un vector y una recta afín. En este contexto, y para evitar cualquier ambigüedad, un vector en el sentido clásico del término se denomina vector libre.
Para dar cuenta tanto de la rotación como del movimiento del centro de gravedad, se utiliza un ente matemático más complejo. Se denomina torsor. Corresponde a un vector de seis dimensiones, tres componentes describen el movimiento del centro de gravedad y las otras tres la rotación del sólido. Los torsores también tienen una ley de composición específica. La física utiliza otras generalizaciones, como los tensores o los seudovectores.

### Informática
La informática utiliza el término vector, tanto por razones geométricas como algebraicas. La codificación de una imagen en la pantalla de una computadora utiliza dos técnicas: matricial y vectorial. El primero utiliza elementos gráficos definidos punto por punto. Cada píxel está asociado con la cantidad correspondiente de colores primarios. Aunque este método es económico en términos de potencia informática, una ampliación del tamaño de la imagen da como resultado un efecto de pixelado.
Un dibujo vectorial es una representación compuesta de objetos geométricos (líneas, puntos, polígonos, curvas, etc.) que tienen atributos de forma, posición, color, etc. A diferencia de la técnica anterior, este es un método más exigente en términos de potencia de cálculo, pero en el que no existe el efecto de escalado.
La representación de datos en informática, para funciones de memoria o cálculo, se basa en tablas de octetos. Si un byte se identifica con un escalar, lo cual es comprensible porque dos bytes se suman y multiplican, entonces dicha matriz es similar a una familia de componentes vectoriales. Por esta razón, a dicha matriz se le llama vector. Por extensión, el término vector también designa tablas cuyos componentes no son números, por ejemplo punteros o cualquier estructura informática.

### Aplicación a la lingüística
En lingüística, los vectores se utilizan para cuantificar el grado de similitud semántica entre varias palabras. La proximidad semántica entre varias palabras es tanto más fuerte cuanto mayor es la proximidad espacial entre vectores. Calculado a partir de un índice entre 0 y 1 (0 = proximidad cero, 1 = proximidad máxima), se obtiene a partir del ángulo o de la longitud. La polisemia constituye un límite de este enfoque: así, la palabra "luna" designa a la vez al satélite natural de la tierra y a una lámina de cristal (y por lo tanto, estará cerca de palabras relacionadas con uno u otro significado, que reunirán palabras no relacionadas entre sí), lo que en ocasiones se puede resolver teniendo en cuenta el contexto lingüístico. Otro factor en la relevancia de la representación vectorial es la frecuencia de la palabra: cuanto menos se use la palabra, menos relevante será la representación vectorial, de ahí la propuesta de establecer un umbral de frecuencia mínimo.